# Edward S. Herman
Edward S. Herman, född 7 april 1925 i Philadelphia, Pennsylvania, död 11 november 2017 i Penn Valley i Montgomery County, Pennsylvania, var en amerikansk professor emeritus i finans vid Wharton School of Business vid University of Pennsylvania och mediaanalytiker med inriktning på företags- och regleringsfrågor samt den politiska ekonomin. Han undervisade också på Annenberg School of Communication vid University of Pennsylvania. Han var kanske mest känd för att ha utvecklat propagandamodellen av mediekritik med Noam Chomsky.